# Избищенский сельсовет
Избищенский сельсовет — упразднённая административная единица на территории Логойского района Минской области Республики Беларусь.

## Состав
Избищенский сельсовет включал 7 населённых пунктов:
- Избище — деревня.
- Матеево — деревня.
- Поповцы — деревня.
- Саковичи — деревня.
- Хатень — деревня.
- Шамовка — деревня.
- Юрилово — деревня.